# Loi sur le transfert de valeurs mobilières et l'obtention de titres intermédiés
La Loi sur le transfert de valeurs mobilières et l'obtention de titres intermédiés (LTVM) est une loi québécoise adoptée en 2008 qui vise à « établir le cadre juridique régissant certains aspects de droit privé relatifs au transfert de valeurs mobilières et à l'obtention de titres intermédiés sur des actifs financiers ».

## Dispositions notables en droit des sociétés québécois
La loi définit la notion de transfert de valeurs mobilières à l'art. 6 LTVM. Elle énonce quelles sont les valeurs mobilières au sens de la loi à l'art. 10 LTVM. 
La loi établit aussi des restrictions au transfert de valeurs mobilières à l'art. 37 LTVM. En vertu de cette disposition, il y a deux façons de déjouer la présomption de l'article 12 de la Loi sur les sociétés par actions (LSA) que les tiers de bonne foi ne sont pas censés connaître les informations dans un document relatif à la société autres que les informations de l'article 98 de la Loi sur la publicité légale des entreprises, outre le tenter de prouver que le tiers est de mauvaise foi : 1 ) mentionner les restrictions de transfert de valeurs mobilières au certificat de valeurs mobilières et 2) s'il n'y a aucun certificat, aviser le détenteur inscrit de la restriction.   
D'après l'art. 39 LTVM.
, le but des endossements des certificats d'actions est d'opérer le transfert ou à obtenir le rachat de ces valeurs ou actifs. 
L'art. 47 LTVM prévoit que la personne qui a droit à l'émission d'une valeur mobilière identique sans donner lieu à une émission excédentaire peut contraindre l'émetteur à acquérir la valeur mobilière et à la lui livrer. 
Les articles 50 et suivants concernent la livraison des valeurs mobilières et les droits des acquéreurs. L'art. 50 LTVM prévoit qu'« une valeur mobilière avec certificat est considérée livrée à l’acquéreur dès qu’il prend possession du certificat ou dès qu’une personne en prend possession pour son compte ou, ayant auparavant pris possession du certificat, reconnaît le détenir pour lui ». En lien avec l'art. 50 LTVM, l'art. 61 LTVM dispose que l'endossement en blanc ou nominatif d'un certificat de valeurs mobilières n'emporte transfert qu'au moment de la livraison.
Les articles 85 et suivants énoncent les règles sur l'inscription des transferts. L'art. 85 LTVM dispose que « l'émetteur procède l’inscription du transfert d'une valeur mobilière sur présentation du certificat nominatif endossé qui la représente accompagné d’une demande d’inscription du transfert ou, dans le cas d’une valeur mobilière sans certificat, sur réception des instructions lui ordonnant d’inscrire le transfert de cette valeur mobilière », lorsque les six conditions énoncées dans la disposition sont réunies. 
Les articles 91 et suivants énoncent les obligations de l'émetteur en matière d'inscription des transferts. L'art. 91 LTVM prévoit qu'avant la présentation régulière pour inscription du transfert, l'émetteur ou son représentant peut considérer le détenteur inscrit de la valeur mobilière comme étant la seule personne ayant qualité pour poser des gestes communément associés aux actionnaires.  
L'art. 97 LTVM oblige l'émetteur à délivrer sur demande un remplacement de certificat à tout détenteur inscrit d'une valeur mobilière, mais seulement lorsque les conditions de la disposition sont réunies.
Les articles 103 et suivants de la loi portent sur l'obtention de titres intermédiés.